# 水戸龍聖之
水戸龍 聖之（みとりゅう たかゆき、1994年4月25日 - ）は、モンゴル国ウランバートル市出身で、錦戸部屋所属の現役大相撲力士。本名はバーサンスレン・トゥルボルド（モンゴル語キリル文字表記：Баасансүрэнгийн Төрболд）。身長190cm、体重190kg、血液型はA型。最高位は東前頭13枚目（2024年5月場所）。

## 来歴

### 大相撲入門前
モンゴル時代は柔道、バスケットボール、ダーツ、スピードスケートなど、様々なスポーツに取り組んだ。特にスピードスケートは地区大会で優勝するほどの実力を持っていた。高校は日本の鳥取城北高校へ留学し、相撲部に入部して相撲を始めた。この時、照ノ富士、逸ノ城と一緒に来日し、来日のために乗った飛行機も同じ便であった。高校卒業後は、プロへ入るためには実力が足りないと考えて日本大学文理学部体育学科へ進学し、大学相撲の名門のひとつの日本大学相撲部に入部した。3年次には腰痛の影響で右四つから寄る本来の形の相撲は少なかったが、全日本相撲選手権大会で優勝し、アマチュア横綱のタイトルを獲得した。外国出身者としては初めてのアマチュア横綱である。4年次には外国出身者として初めて日大相撲部の主将を務め、全国学生相撲選手権大会で初優勝をして学生横綱のタイトルも獲得した。学生最後の大会となった全日本選手権は2回戦敗退で2連覇はできなかった。大学時代の獲得タイトル数は8個で、4年次に学生横綱となっていることから大相撲の幕下15枚目格付出資格も獲得した。

### 幕下時代
大学卒業後は錦戸部屋へ入門した。2017年3月場所前の新弟子検査で合格したが、興行ビザの取得の必要があるため、この場所では初土俵を踏まなかった。場所後の3月30日に開かれた日本相撲協会の理事会で正式に幕下15枚目格付出でのデビューが承認され、興行ビザも取得できたため5月場所で初土俵を踏んだ。四股名については、泉富士などの候補もある中で、姓名判断の結果も参考に水戸龍となった。師匠が元水戸泉の錦戸とはいえ、当初は「モンゴル出身なのに四股名に『水戸』と付くのは如何なものか」と違和感を覚える者もいたという。初土俵同期には、自身と同じ幕下15枚目格付出の矢後、友風らがいる。この場所は、初日のプロデビューの取組を負けて黒星発進となり、14日目の7番相撲に負けて負け越しが決定した。幕下付出の新弟子が10枚目格か15枚目格で処遇されることになった2001年1月場所以降で、皆勤出場した19人の幕下付出力士の中では4人目となる、初土俵場所での負け越しだった。続く7月場所は5勝2敗で初めての勝ち越しとなり、入門3場所目となった9月場所では初日から6連勝発進となった。東幕下14枚目という番付から、7番目も勝って7戦全勝なら新十両昇進が確実になるところだったが、13日目の7番相撲で幕内経験者の鏡桜に敗れ、7戦全勝での幕下優勝と新十両昇進を逃した。11月場所では東幕下4枚目の番付で6勝1敗と大勝ちし、場所後の番付編成会議で、2018年1月場所での新十両昇進が決定した。錦戸部屋からは2002年の部屋創設以来、初めての関取となった。2月11日には水戸龍の新十両祝賀会が開催されたが、丁度錦戸部屋が2017年12月1日で創立15周年となったため、自身の祝賀会が部屋創立15周年記念式典を兼ねた格好となった。

### 新十両昇進後

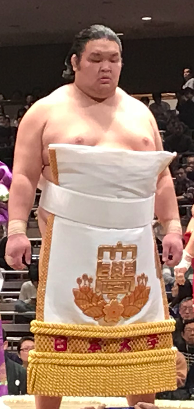
十両土俵入りの水戸龍関
（2018年1月場所）

新十両となった2018年1月場所は中日の時点で6勝2敗と好調だったが、中日以降は調子を落とした。それでも13日目に日大の2年先輩である翔猿に勝って給金相撲を制し、8勝7敗の勝ち越し。しかし13日目の取組終了後「全然、自分の相撲が取れなかったです。自分の力で勝ったという相撲が少なかった。たまたま勝ったという感じ」と反省を述べた。翌3月場所場所も序盤から好調で、10日目の時点で8勝2敗と既に勝ち越しが決定しているだけでなく、優勝争いの一角に位置していたが、11日目の翔猿戦で土俵から落ちた際に右足の踵を骨折し、翌12日目より自身初めての休場となった。翌5月場所は怪我の影響が残って動きに精彩を欠き、6勝9敗と1年ぶりの負け越しに終わる。7月場所も十分な稽古を積めないまま出場したが、千秋楽に勝ち越しを決めた。9月場所は左膝を痛めて千秋楽を休場。14日目終了時点で7勝7敗だったため、不戦敗で負け越しが決定した。翌11月場所以降も怪我や、日大時代に発症して持病になっている腰痛の影響もあって一進一退の時期が長く続いたが、2021年7月場所では12勝3敗で自身初の各段優勝となる十両優勝を果たした。6枚目で12勝の優勝なので幕内に上がってもおかしくない成績だったが幕内からの陥落者がわずか1人だったため不運にも昇進できず筆頭止まりとなった。その9月場所では途中休場で昇進最大のチャンスを活かせなかった。
2022年9月場所では新入幕。錦戸部屋からは初の幕内力士となった。
2023年11月場所11日目の志摩ノ海戦では合計5分57秒の水入りとなった大相撲を押し出しで制した。水入りは幕内も含めれば場所2度目で、十両で水入りとなるのは、1999年11月場所9日目、琴光喜と北桜の一番以来、24年ぶりのことだった。2024年9月場所は西十両7枚目で6勝7敗2休だったが、11月場所は若干番付に恵まれてわずか半分枚下降の東十両8枚目となり、同場所から負け越し→勝ち越し→負け越し→勝ち越しで、東十両10枚目で迎えた7月場所、初日から4連敗の後5日目から5場所ぶりに休場、途中出場がなければ2017年11月場所以来の幕下降格の危機と報じられ、結局そのまま千秋楽まで休場、幕下降格が濃厚となる。

## 素質・取り口
新入幕時点で190cm、198kgの体格を活かした右四つの相撲が武器。師匠も入門時は「どんな記録を作るかと思っていた」とスピード出世を期待したが、大学時代に発症した持病の腰痛、十両時代の右踵の骨折、ライバルの逸ノ城や照ノ富士の躍進を意識しない、自他ともに認める貪欲さや闘争心に欠けたマイペースな性格から、十両昇進から27場所に渡って十両で停滞していた。
十両で停滞して新入幕が遅れた要因としては本人のマイペースさもさることながら、2022年9月場所直前には部屋に実質彼1人しか所属力士がいないと示唆する報道がされており、稽古環境には非常に恵まれない。出稽古以外で行う相撲の稽古は基礎運動だけである。一部報道によると、部屋にもう1人いる番付外の力士はこの時点で2021年11月場所から長期休場を続けているという。高砂一門の関係者は9月場所中の記事で「今の水戸龍は素質だけで相撲を取っていると言っても過言ではない。それでも高校から相撲を始めながら、大学で素晴らしい実績を残していますからね。才能だけでいえば、天才も天才ですよ。だからこそ、別の部屋に入門していれば……と思わざるを得ません」と評していた。

## エピソード
- 日本相撲協会の公式マスコット「ハッキヨイ!せきトリくんのキャラクター、「あんこ山」に似ているとされ、日本相撲協会の公式Twitterにおいて取り上げられた[32]。

## 主な成績
2025年7月場所終了現在

### 通算成績
- 通算成績：332勝332敗39休（49場所）
- 幕内成績：27勝44敗4休（5場所）

### 各段優勝
- 十両優勝：2回（2021年7月場所・2024年3月場所）

### 場所別成績
| | 一月場所 初場所（東京） | 三月場所 春場所（大阪） | 五月場所 夏場所（東京） | 七月場所 名古屋場所（愛知） | 九月場所 秋場所（東京） | 十一月場所 九州場所（福岡） |
| --- | ----------------------- | ----------------------- | ----------------------- | --------------------------- | ----------------------- | --------------------------- |
| 2017年 （平成29年） | x                       | x                       | 幕下付出15枚目 3–4      | 西幕下23枚目 5–2            | 東幕下14枚目 6–1        | 東幕下4枚目 6–1             |
| 2018年 （平成30年） | 東十両13枚目 8–7        | 西十両10枚目 8–4–3      | 西十両9枚目 6–9         | 西十両11枚目 8–7            | 西十両10枚目 7–8        | 東十両12枚目 9–6            |
| 2019年 （平成31年 /令和元年） | 西十両9枚目 6–9         | 東十両12枚目 9–6        | 東十両9枚目 7–8         | 東十両9枚目 9–6             | 東十両6枚目 6–9         | 西十両9枚目 9–6             |
| 2020年 （令和2年） | 西十両4枚目 6–9         | 東十両7枚目 4–11        | 感染症拡大 により中止   | 西十両14枚目 10–5           | 東十両8枚目 6–9         | 東十両11枚目 8–7            |
| 2021年 （令和3年） | 西十両10枚目 8–7        | 東十両9枚目 5–10        | 西十両10枚目 9–6        | 西十両6枚目 優勝 12–3       | 東十両筆頭 2–7–6        | 東十両9枚目 8–7             |
| 2022年 （令和4年） | 東十両7枚目 0–1–14      | 東十両7枚目 10–5        | 東十両3枚目 7–8         | 西十両4枚目 9–6             | 東前頭16枚目 5–10       | 西十両3枚目 9–6             |
| 2023年 （令和5年） | 西前頭15枚目 7–8        | 東前頭17枚目 8–7        | 東前頭16枚目 5–10       | 西十両2枚目 6–9             | 西十両3枚目 7–8         | 西十両4枚目 9–6             |
| 2024年 （令和6年） | 西十両筆頭 7–8          | 西十両2枚目 優勝 12–3   | 東前頭13枚目 2–9–4      | 西十両3枚目 6–9             | 西十両7枚目 6–7–2       | 東十両8枚目 7–8             |
| 2025年 （令和7年） | 西十両8枚目 8–7         | 東十両6枚目 4–11        | 東十両12枚目 8–7        | 東十両10枚目 0–5–10         | x                       | x                           |
| 各欄の数字は、「勝ち-負け-休場」を示す。 優勝 引退 休場 十両 幕下 三賞：敢=敢闘賞、殊=殊勲賞、技=技能賞 その他：★=金星 番付階級：幕内 - 十両 - 幕下 - 三段目 - 序二段 - 序ノ口 幕内序列：横綱 - 大関 - 関脇 - 小結 - 前頭（「#数字」は各位内の序列） |                         |                         |                         |                             |                         |                             |

## 合い口
2025年7月場所終了現在
（以下は最高位が横綱・大関の現役力士）
- 元大関・朝乃山には1敗。

### 幕内対戦成績
| 力士名   | 勝数 | 負数 | 力士名   | 勝数 | 負数 | 力士名   | 勝数 | 負数 | 力士名   | 勝数 | 負数 |
| -------- | ---- | ---- | -------- | ---- | ---- | -------- | ---- | ---- | -------- | ---- | ---- |
| 碧山     | 1    | 2    | 朝乃山   | 0    | 1    | 東龍     | 1    | 1    | 一山本   | 1    | 3(1) |
| 欧勝馬   | 0    | 1    | 阿武咲   | 1    | 0    | 王鵬     | 4    | 0    | 隠岐の海 | 1(1) | 0    |
| 輝       | 1    | 0    | 金峰山   | 0    | 1    | 琴恵光   | 2    | 2    | 琴勝峰   | 0    | 2    |
| 佐田の海 | 0    | 1    | 大翔鵬   | 0    | 2    | 隆の勝   | 2    | 1    | 宝富士   | 2    | 2    |
| 美ノ海   | 0    | 1    | 千代翔馬 | 0    | 4    | 千代大龍 | 0    | 1    | 千代丸   | 0    | 1    |
| 剣翔     | 2    | 3    | 照強     | 0    | 1    | 時疾風   | 1    | 0    | 錦富士   | 0    | 1    |
| 平戸海   | 2    | 0    | 武将山   | 1    | 0    | 北青鵬   | 0    | 1    | 北勝富士 | 0    | 2    |
| 翠富士   | 1    | 0    | 妙義龍   | 0    | 1    | 豊山     | 0    | 1    | 竜電     | 0    | 2    |
| 狼雅     | 0    | 1    |          |      |      |          |      |      |          |      |      |

## 改名歴
- 水戸龍 聖之（みとりゅう たかゆき）2017年5月場所 -